# Бергенија
Бергенија (слонове уши) је род од десет врста скривеносеменица из породице Saxifragaceae. Распрострањена је у Средњој Азији, од Авганистана до Кине и у региону Хималаја.

## Опис
Листови су велики, кожасти и често са таласастим ивицама. Током већег дела године, листови имају сјајну зелену боју, али у хладној клими, они постају црвени или бронзани у јесен. Цвеће расте на стаблу и већина сорти има конично цвеће у различитим нијансама розе. Оно може да варира од скоро беле до рубин-црвене и љубичасте.
Бергенија је уско повезана са породицом Mukdenia, Oresitrophe Astilboides и Rodgersia.
Немачки ботаничар Конрад Менх, је назвао овај род Bergenia у част немачког ботаничара и лекара Карла Августа фон Бергена.

## Штеточине и болести
Бергеније су робусне биљке и генерално немају проблема, иако вински жижак радо једе ивице листова.

## Гајење
Бергеније су издржљиве биљке које могу да расту у климама са екстремном температуром од -37 степени до 46 степени. Бергеније воле сунце, али ће расти и у сеновитим местима. Биљке могу да нарасту и до 61 цм у висину и 61 цм у ширину. Одговара им већина земљишта, али је најбоље влажно хумусно земљиште. Откривеност и суво земљиште успоравају раст, али могу да доведу до изражаја боје лишћа. У подручјима са хладним, јаких зимским ветровима, може бити потребна заштита од ветра. 